# Tourette-szindróma

A törzsdúcoknak (piros) és a talamusznak (kék) szerepük van a Tourette-szindrómában

A Tourette-szindróma (Gilles de la Tourette-szindróma, TS) olyan idegrendszeri betegség, amelyre a tikknek nevezett ismétlődő, akaratlan mozgások (motoros tikk, például csapások és rúgások, felugrás) és hangadások (vokális tikk, például morgások, vakkantások) tartós fennállása jellemző. Ritkán (10 esetből 1) ezek a tikkek helyzethez nem illő szavak, káromkodások hangos, akaratlan kimondását is jelentik (coprolalia). 
A betegség a nevét arról a 19. századi francia neurológusról, Georges Gilles de la Tourette-ről kapta, aki elsőként leírta.
A TS tünetei először rendszerint gyermekkorban, esetleg fiatal felnőttkorban (általában 21 éves kor előtt) jelentkeznek. A legújabb kutatások szerint poligénesen öröklődő betegség, férfiaknál 3–4-szer gyakoribb, mint nőknél. Oka még nem tisztázott, legvalószínűbbnek a dopamin vagy más ingerületátvivő anyag agyban lejátszódó anyagcseréjére hatást gyakorló gének rendellenességét tartják. A TS-es gyermekek egy kis részénél a felnőtté válás után a tünetek megszűnnek, leggyakrabban azonban enyhébb formában továbbra is fennmaradnak, ez azonban már elviselhető mértékű. A betegek egy részénél viszont a rendellenesség ekkor sem javul számottevő mértékben.
A világ minden táján, minden etnikai csoportban észlelték. A beteg teljesen tudatában van annak, hogy mit tesz, de ellenállhatatlan késztetést érez az adott mozgásra vagy hangadásra. Sok esetben nagy nehézségek árán bizonyos mértékig képesek leküzdeni a kényszert.
Egyes vizsgálatok szerint a Tourette-szindrómában szenvedő betegek közül sokak átlagon felüli nyelvérzékkel, kiemelkedő művészi vagy zenei tehetséggel rendelkeznek. Mi sem bizonyítja ezt jobban, mint néhány név – pl. Billie Eilish, Lewis Capaldi, Wolfgang Amadeus Mozart, I. Napóleon francia császár [forrás?] vagy Molière –, akik valószínűsíthetően szintén Tourette-szindrómában szenvedtek, tetteiket, alkotásaikat mégis egy világ ismeri.
2020 óta a TikTokon népszerű lett egy Tourette-szindrómával élő tinédzser, Pandó, aki a nehézségei ellenére próbál segíteni az azonos problémákkal küszködő társain.
Gyerekeknél fontos a korai diagnózis. Segít a szülőknek megérteni, hogy a viselkedés akaratlan, nem rosszindulatú, és a büntetés nem szünteti meg.

## Kezelése
Antipszichotikumok és szorongásoldók segítségével a tikkek több-kevesebb sikerrel elnyomhatók.
Újabban egyre több adat utal arra, hogy mély agyi stimuláció a gyógyszeresen nem megfelelően kezelhető betegek esetében hatékony lehet.
Újabban fogászati harapásemelő síneket eredményesen használnak a tünetek csökkentésére, vagy akár teljes megszüntetésére is. A működésének lényege, hogy a temporomandibuláris ízületben a caput mandibulae-t a sín egy olyan nyugalmi pozícióba hozza, amely a central relatios tartományon belülre esik. A beteg számára a fogazata által fenntartott mandibula pozíció nem fiziológiás, úgymond kényszerhelyzetet eredményez. Ennek a pozíciónak a megváltoztatásával, egyelőre nem teljesen tisztázott módon hatni lehet a központi idegrendszerre.

## Kórélettan
A Tourette-szindróma öröklődési hajlandóságát befolyásoló mechanizmust eddig még nem tudták megállapítani, és így annak pontos oka is eddig ismeretlen. Úgy gondolják, hogy a tikkek a kortikális és szubkortikális régiókban tapasztalt diszfunkciókra vezethetőek vissza, a talamuszban, a bazális ganglionokban és a frontális kéregben. A neuroanatómiai modellek szerint a kortikális és a szubkortikális agyi területeket összekötő áramkörökben jelentkező hibák adnak magyarázatot a betegségre, a képalkotó technikák szerint pedig a bazális ganglionok és a frontális kéreg közötti kapcsolat okozza a betegséget. 2010 után a hisztamin és a H3 receptor került központi szerepbe a Tourette-szindróma patofiziológiai vizsgálatai során. Még a striátum is érintett, hiszen a hisztamin és a H3-receptor a striatális áramlás legfontosabb modulátorai. Vizsgálatok azt mutatják, hogy amikor a H3-receptorokban csökken a hisztamin szintje, akkor megváltozik a neurotranszmitterek működése, mely a tikkek elmaradásához vezet. Ez fontos mérföldkövet jelenthet a Tourette-szindróma neurológiai működésének vizsgálatában.

## Komorbid zavarok
A tourette-szindrómában nagyon magas más betegségeknek az előfordulási aránya, amely még inkább megnehezíti a napi feladatok elvégzését. A két leggyakoribb komorbid betegség az OCD és az ADHD. A következő kutatás[forrás?] ezek előfordulási arányával és más viselkedési problémákkal foglalkozik. Egy átfogó nemzetközi kutatás  kanadai, egyesült államokbeli, és észak amerikai tourette szindrómás embereket vizsgált összesen 22 országból. A minta 3500 részvevőből állt, melynek körülbelül az egy negyede nő. A vizsgálat a komorbid zavarok előfordulására fókuszált. Kimutatták, hogy a TS-t kísérő zavarok aránya 88%, és a leggyakrabban előforduló két zavar az ADHD (60%) és a kényszeres zavar (32%). A komorbid zavarokkal magasan korrelálnak az indulatkezelési problémák, alvási nehézségek, és az önbántalmazó viselkedés. A nemek közötti eloszlás azt mutatja, hogy a komorbiditás tekintetében a minta több mint 80%-a férfi. 
A tanulási nehézségek is megjelennek a tourette szindrómában. Itt nem csak olyan zavarok jelennek meg, mint például ADHD, dislexia, vagy disgrafia, hanem a szindróma által produkált tünetek miatt fellépő koncentrációs zavarok, amik fizikailag megnehezítik a tanulást. Például olyan gyakran jelentkező tikkek a szem környékén, ami megnehezíti a folyékony olvasást, vagy a karban, ami az írást lehetetleníti el.